# Castello di Mesocco
Il castello di Mesocco è una rocca costruita nella valle Mesolcina, all'interno del Canton Grigioni, in Svizzera, a sud del paese di Mesocco su uno scosceso sperone di roccia che sovrasta la gola scavata dalla Moesa, a presidio dell'antica via del San Bernardino.
All'interno vi erano il palazzo dei signorotti, le abitazioni dei soldati e della servitù, magazzini per armi e cibo, e tuttora esistente è la chiesa di San Carpoforo affiancata dal cimitero. A Como si trova la Basilica di San Carpoforo così come a Bissone, vicino a Lugano.

## Storia
Le rovine del castello poggiano quasi certamente su postazioni difensive precedenti alla dominazione romana. È però a partire dal 1137 che il castello di Mesocco si trasforma nell'imponente opera militare che ancora oggi, nonostante il degrado, si può osservare. È questo l'anno in cui si può trovare il primo riferimento storico della famiglia dei De Sacco; che dominò il Moesano per circa 400 anni. All'apice della loro potenza (sotto la guida di Alberto) i De Sacco creano un vero e proprio stato cuscinetto che si estende lungo i due versanti del San Bernardino con possedimenti in Val di Blenio, in Riviera, nel Rheinwald e in Surselva (Vals oltre che la pianura di Foppa; tra Flims ed Ilanz). Si tratta, in molti casi, di territori ereditati da famiglie imparentate (come nel caso dei Von Belmont) ma i De Sacco si lanciano anche in conquiste militari a scapito di fortezze vicine (Bellinzona, nel 1403, verrà brevemente sottratta dai Mesolcinesi al Ducato di Milano).
Gli intrecci politici dei "vicini" espongono però la famiglia e il castello di Mesocco a continui pericoli. Nel 1395 i De Sacco avevano partecipato alla fondazione della Part Sura (nucleo originario della Lega Grigia) e da sempre tentavano di mantenere buoni rapporti sia con i Confederati (impegnati nel frattempo ad allargare la propria area d'influenza a sud delle Alpi), che con le comunità montane di Leventina e Blenio.
Nel 1403 i De Sacco vengono nominati conti da Sigismondo di Lussemburgo (imperatore del Sacro Romano Impero), che proprio in quei giorni risiede a Mesocco. Nel 1422 truppe Confederate, invece che dirigersi verso Bellinzona, razziano la Mesolcina. In questo periodo i De Sacco capiscono l'importanza di mantenere gioviali relazioni con il potente Ducato di Milano e, nonostante un accordo di libero accesso al castello ai monaci del Monastero di Disentis (facente parte della Lega Grigia; a sua volta alleata agli svizzeri), stipula con la città lombarda un'alleanza, rotta nel 1478 da Giovanni Pietro De Sacco in occasione del suo aiuto ai confederati nella battaglia di Giornico.
In quest'occasione sono i milanesi a tentare di conquistare il castello di Mesocco, ma sono preceduti dalle truppe della Lega Grigia (accorse in soccorso degli svizzeri) che occupano la fortezza difendendola.

### Trivulzio e il periodo milanese

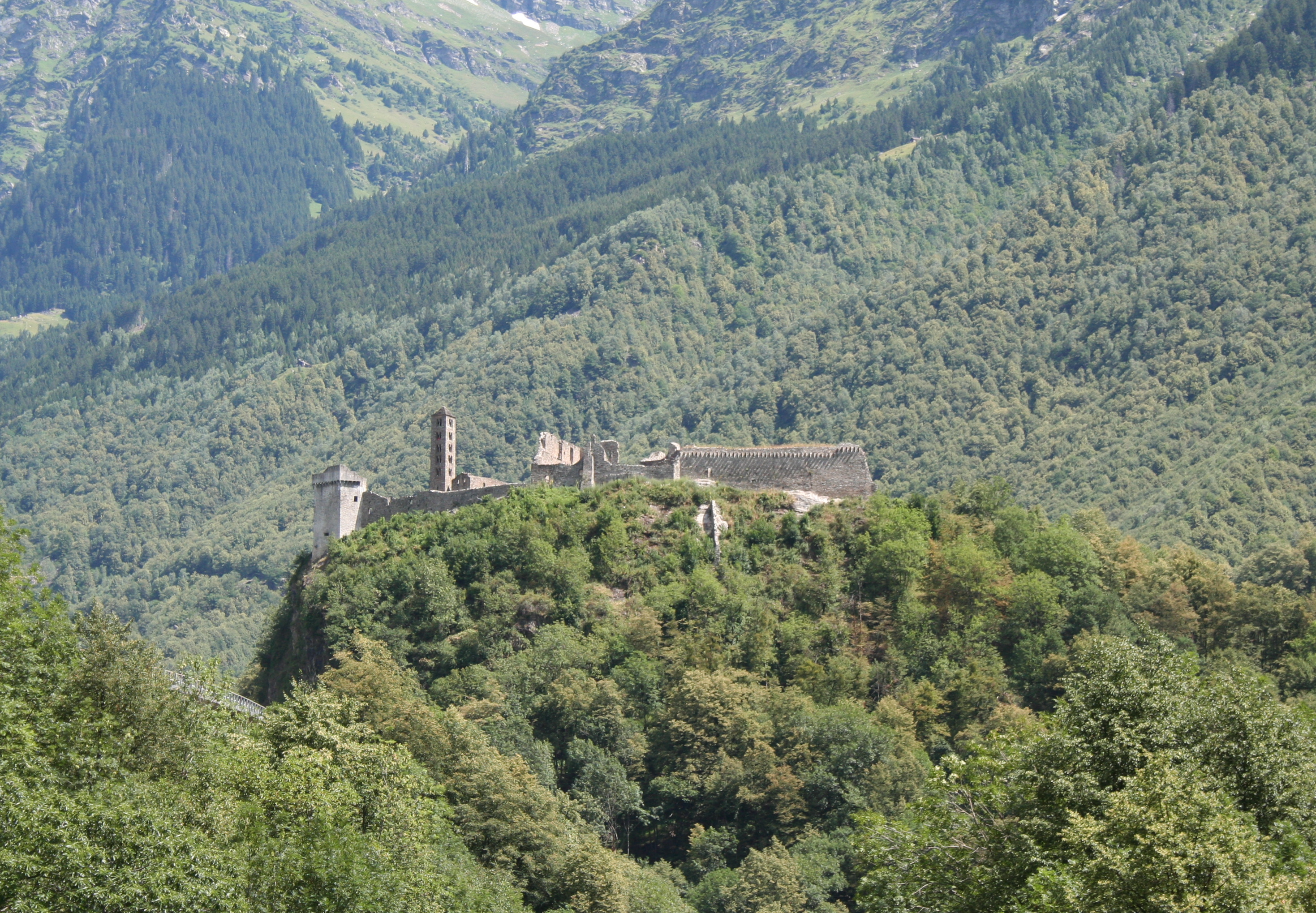
Il Castello visto da sud.

Nel 1478 il Ducato di Milano tenta di acquistare la fortezza ai De Sacco (ormai in declino) ma per evitare ulteriori screzi con gli svizzeri (che oramai controllano buona parte del Canton Ticino) incarica dell'affare un "prestanome" di spicco: il condottiero Gian Giacomo Trivulzio che, in effetti, diventa signore di Mesolcina nel 1481 (dopo aver subito l'ennesima occupazione della fortezza da parte di soldati della Lega Grigia).
L'anno successivo, tra le mura del castello, viene assassinato Gaspare Nigris; un notaio della valle che si era ribellato al Trivulzio.
La Mesolcina sembra destinata a restare in orbita milanese ma i successi dei Cantoni elvetici contro Carlo il Temerario e le conquiste grigionesi in Valtellina spingono il Trivulzio da una parte a rivedere la sua politica delle alleanze (entrando a far parte della Lega Grigia nel 1483) e dall'altra a potenziare il suo castello in vista di possibili conflitti. 
Il suo contributo (attraverso la fornitura di armi e cannoni e nella protezione di un valico fondamentale come il San Bernardino) nella guerra sveva fu molto importante ed aiutò gli svizzeri in una delle vittorie più eclatanti della loro storia.

### Distruzione e ricostruzione

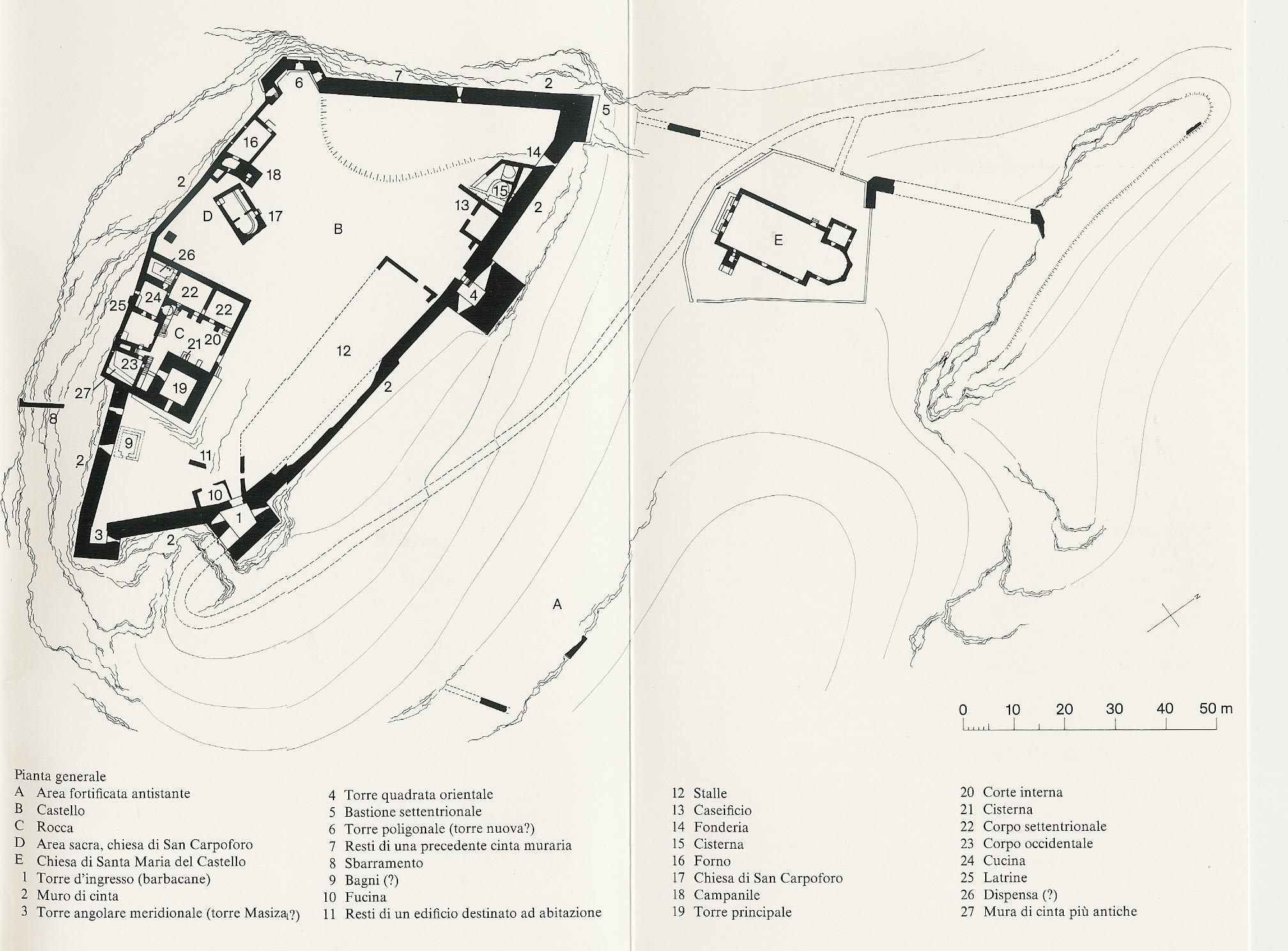
Planimetria del castello

Il castello di Mesocco venne distrutto "per precauzione" dalle Tre Leghe nel 1526 nonostante lo scetticismo confederato. I grigionesi temevano infatti di perdere la fortezza mettendola così in mano ad ipotetici nemici. Gli uffici del Trivulzio vennero spostati a Roveredo. Nel 1549 il condottiero lombardo mise in vendita la libertà dei mesolcinesi per 24'500 ducati d'oro. Gli abitanti della valle girarono la Svizzera e trovarono abbastanza fondi per il riscatto. Lavori di risanamento sono stati effettuati nel 1925/1926 (senza però grande accuratezza archeologica). Ripresi poi dal 1985 a oggi, sotto la guida dell'architetto Fausto Chiaverio. L'attuale (2005) presidente della Fondazione del Castello di Mesocco è Riccardo Fasani.